# Basilica del Murgo
La basilica del Murgo è una fabbrica federiciana mai ultimata che si trova ad Agnone Bagni, a poche centinaia di metri dalla spiaggia.

## Storia
L'istituzione fu fondata dai religiosi dell'Ordine cistercense della vicina abbazia di Santa Maria di Roccaradia su sollecitazione dello stesso imperatore. È possibile datarla al periodo tra il 1220 e il 1224.
I resti si trovano dentro una proprietà privata e nei secoli sono stati parecchio deturpati. Si possono però ancora ammirare gli inizi delle mura spesse circa 2 metri e alte dai 2.5 metri ai 3. 
Sono visibili le basi del portone principale, le decorazione delle absidi quadrate (su quello centrale fu costruita una cappella nel 1707), qualche capitello, semi colonne dei costoloni delle crociere delle navatine laterali (era infatti ad impostazione a tre navate), e la porta ogivale del transetto in perfette condizioni.
La basilica è lunga circa 90 metri e larga 20.